# Pic Unicorn (Washington)
Pour les articles homonymes, voir Unicorn et Pic Unicorn.
Le pic Unicorn, en anglais Unicorn Peak, est une montagne appartenant au massif montagneux de la chaîne des Cascades au centre de l'État de Washington. Situé au sud du mont Rainier, elle se trouve dans la Mount Rainier Wilderness, au sein du parc national du mont Rainier.

## Géographie
Le pic Unicorn est une des plus hautes montagnes situées à l’intérieur du parc national du mont Rainier. Localisée au sud de l’imposant mont Rainier, la montagne culmine à 2 125 m d’altitude,,